# Ангина пекторис
Ангина пекторис или стенокардија, стезање у грудима (од грч. άγχειεν — „стезати“, „сузити“ + лат. pectus — „прса“; или од грч. στενός — „узак“ + καρδία — „срце“), скуп је симптома, међу којима је водећи бол, карактерисан: специфичном локализацијом, зрачењем, дужином трајања и провокативним факторима. Бол је најчешће локализован у прекордијуму иза грудне кости, и настаје као последица нарушене равнотеже између доступности и потребе срчаног мишића (миокарда) за кисеоником, услед немогућности коронарне (артеријске) циркулације срца да задовољи сопствене потребе.
Механизам настанка бола у стенокардији или ангини пекторис није тачно познат, али се поуздано зна да се јавља када је срчани мишић изложен исхемији изазваној многобројним стањима (узроцима), у којима расту потребе срчаног мишића за кисеоником.
Бол у грудима описује се као осећај притиска и стезања или као осећај гушења, најчешће иза грудне кости, а који се јавља у току и/или након физичког напора, емотивног стреса, након обилног оброка, за време излагања хладноћи итд. Бол може да зрачи у пределу левог рамена или дуж унутрашње стране леве руке, низ леђа између лопатица (чешће код жена), у грлу, доњој вилици или зубима. Понекад се шири и низ десну руку. Многи пацијенти ангинозни бол више описују као осећај нелагодности, него као бол. Он често има карактер наизменичног појачавања и смањивања и обично траје 10 до 15 минута. Истраживања су показала да интензитет бола у грудима није увек у корелацији са патоанатомски супстратом, патофизиолошким током догађаја и најтежим срчаним компликацијама. Уз бол у ангинозном нападу се могу јавити и неуровегетативни симптоми; тахикардија (убрзан рад срца), повишен крвни притисак, мучнина итд. Зато је веома је значајно диференцијално дијагностички тачно одредити узрок бола у грудима, тј. разлучити бол узрокован исхемијом срчаног мишића од неисхемијског бола у грудима, који веома често, такође може захтевати хитно лечење.
Особа који има ангину пекторис може водити нормалан живот, а да би то и остварила она мора бити упозната са својим стварним здравственим стањем и могућим ризицима, и да редовно узима прописану терапију, редовно посећује лекара и истрајно до краја живота спроводи правилан и здрав начин живота.

## Историјат
Иако се откриће циркулације крви приписује Вилијаму Харвију, један од најпознатијих древних индијских лекара и учитеља Махариши Сушрута још 500. п. н. е, познавао је орган као што је срце и изучавао његову улогу у кретању „виталне течности кроз канале“. Махариши Сушрута је међу првима уочио тегобе (бол иза грудне кости) идентичне ангини пекторис, које је под називом „Hritshoola“-срчани бол описао у свом чувеном трактату „Сушрута Самхита“.
Први опис клиничког синдрома ангине пекторис датира из 17. века у аутобиографији енглеског књижевника Едварда Хајда (1609—1674), грофа од Кларендона. У њој је Едвард овако описао тегобе његовог оца, које је он имао након напора; „бол у левој руци га је толико мучио да би он побледео“.
Први научни опис овог синдрома објавио је патолошки анатом Ђовани Батиста Моргани (1682—1771) у делу „О седишту и узроцима болести“ (лат. De sedibus et causis morborum ...). Моргани је већ 1707. сецирао леш једног болесника који је умро након стенокардичног напада, али је опажања о овом случају објавио тек 1761.
На веома упечатљив и стручан начин клиничке симптоме ангине пекторис приказао је Вилијам Хаберден (1710—1801) 1876. Док су ранији аутори указивали само на бол и диспнеју Хаберден је описао и пароксизмални осећај стезања у грудима. У једном предавању, одржаном 21. јула 1768. на Краљевском колеџу лекара Хаберден је први пут употребио израз ангина пекторис.
Пари (1755—1882) био је први који је претпоставио да би коронарне артерије могле бити одговорни фактор у патогенези стенокардије. Едвард Џенер (1749—1823) указао је такође на повезаност стенокардије и атеросклерозе срчаних крвних судова.
Алан Бернс (1781—1813) закључио је да се синдром ангине пекторис, заправо клиничка манифестација коронарне опструкције.
Херман Нотнагел (1881—1905) описао је вазомоторни облик ангине пекторис, од које је и сам боловао. На овај облик ангине указао је је 1806. и Леонард Ландоис. А на аорталну генезу тог синдрома посумњао је Томас Клајфорд Албут (1836—1925).
За лечење ангине пекторис Томас Брунтон, први је препоручио амилнитрат 1876, а две године касније Вилијам Мурел нитроглицерин. Аскенази је за лечење ангинозних болова применио диуретин. Оперативно лечење ангине пекторис започео је Томас Јонеско (1860—1926) који је 1916. препоручио примену вратне симпатектомије.
Током 1924. А. Левен у лечењу стенокардије уводи примену паравертебралне инјекције алкохола, а Р. Лерих 1936. стелектомију.
Након што је 1974. Андреас Гринциг извео прву ангиопластику на периферним крвним судовима, у локалној анестезији код човека, он је након интервенције на анималном моделу, приказао и прву успешну дилатацију стенозираног срчаног крвног суда. Заједно са Милером и Ханаом, 1977. у Сан Франциску а потом у Цириху, током елективног аортокоронарног премошћавања, Андреас Гринциг је урадио прву коронарну ангиопластику, а затим 16. септембра 1977, по први пут у историји медицине и самосталну перкутану коронарну интервенцију.
Важна открића у интервентној кардиологији настају 1986. када су, најпре Жак Пуел (фр. Jacques Puel) у Тулузу — Француска, а затим и Улрих Сигвар са сарадници 1987. године имплантирали први интракоронарни стент, којим је омогућена још шира употреба перкутаних коронарних интервенција широм света. Главни разлог за њихово увођење у интервентну радиологију било је смањење број рестеноза које су се јављале након ангиопластике и боља подршка дилатираном (проширеном) крвном суду или цевастом каналу.

## Епидемиологија
Подаци о учесталости ангине пекторис варирају у различитим клиничким студијама у зависности од: географског положаја проучаваног становништва, критеријума који су примењени у тестирању пацијената и различито дефинисаних услова истраживања.
Тако се процењује да у САД од ангине пекторис болује око 9,8 милиона Американаца, као и да се она сваке године јавља у 500.000 нових случајева. У 2009, око 785.000 Американаца је имало први срчани напад, а код око 470.000 он се поново јављао. Само у око 18% срчаних напада претходи ангина пекторис. Такође процењује се да је појава првог срчаног удара (инфаркта миокарда) са ангинозним нападом присутна код 195.000 Американаца сваке године.
Пре 1990. године, од када је почела ера савременог начина лечења ИБС, 60-70% болесника умирало је у периоду до 5 година од постављања дијагнозе, а пријеми у болницу због погоршање симптома били су чести и понављајући, што је довело до „епидемије хоспитализација“ у многим земљама света. Захваљујући савременијим облицима лечења, смањен је број хоспитализованих са ИБС у последњих неколико година 21. века и за 30-50%, са мање значајним падом и у морталитету.
Око 1-2% одраслог становништва у развијеним земљама има инсуфицијенцију срца, са преваленцом расте до ≥ 10% међу особама од 70 година или старији. Мушкарци чине око 70% пацијената са ангином пекторис. Типични пацијенти мушког пола са ангином су у доби од 40 и 60 година или женског пола између 65 и 75 година старости.
Морталитет/Морбидитет
У прим деценијама 20. века, од кардиоваскуларних болести умро је сваки десети становник, да би се у првим деценијама 21. века, услед нове фазе тзв. „епидемиолошке транзиције“, тај број повећао за 30%. Сваке године у свету од кардиоваскуларних болести умре преко 17 милиона становника, док само од акутног срчаног удара оболи преко шест милиона становника, од чега се смртни исход јавља код приближно 25% случајева.
Смртност узрокована коронарном болешћу, три пута је већа код мушкараца него код жена у доби испод 65 година. Код старијих пацијената смртност у оба пола је подједнака, а у доби преко 65 година, два пута већа је код жена. Иако је у последње две декаде укупна смртност непромењена, у доби испод 65 година смртност је смањена за преко 50%.
На основу резултата десетогодишњег морталитета од КВБ (ИБС и ЦВБ) у 12 европских кохортних студија са укупно 205.178 испитаника (88.080 жена и 117.098 мушкараца), са укупним праћењем од 2,7 милиона болесника-година, регистрована су 7.934 смртна исхода од КВБ од којих чак 5.652 од исхемијске болести срца.
Сваких 25 секунди, у Северној Америци јавља се коронарни догађај, а скоро сваке минуте неко ће умрети од последица тог догађаја. Коронарна болест срца изазвала је најмање један од пет смртних случајева 2005. у САД. Такође у 2005. од коронарне болести срца умрло је 445.687 особа (232.115 мушкараца и 213.572 жена). На основу података о смртности у 2005, очекује се да ће у наредним годинама око 2.400 Американаца умрети од кардиоваскуларних болести сваки дан, или у просеку догодиће се један смртни случај сваких 37 секунди.
| „ | Иако се различите земље налазе у различитим фазама транзиције, предвиђа се да ће до 2020. године болести срца и крвних судова водећи узрок умирања постати у свим земљама, нарочито у неразвијеним. Већ сада је процењено да преко 80% смртности од свих кардиоваскуларних болести и 60% оптерећења од исхемијске болести срца потиче из земаља у развоју и неразвијених земаља. | ” |

Имајући у виду напред изнете чињенице, бројни извори наводе да у структури умирања од кардиоваскуларних болести у свету, с почетка 21. века, доминира морталитет од исхемијске болести срца, након чега следи умирање од цереброваскуларних и других болести срца и крвних судова.
Анализом појединачних узрока смрти у Србији, у структури свих узрока смртног исхода, смртност од појединих клиничких облика исхемијске болести срца је међу првих десет. Померања узрасне границе морталитета/морбидитета од исхемијске болести срца, код особа узраста 20 до 64 године, смртност од акутног инфаркта срца већ је на другом месту, иза морталитета од рака плућа.
У табели испод приказан је тренд умирања у Србији од ангине пекторис, према узрасту и полу.
| Стопа морталитета од нестабилне ангине пекторис на 100.000 становника према узрасту и полу, у Србији, 2009. | Стопа морталитета од нестабилне ангине пекторис на 100.000 становника према узрасту и полу, у Србији, 2009. | Стопа морталитета од нестабилне ангине пекторис на 100.000 становника према узрасту и полу, у Србији, 2009. | Стопа морталитета од нестабилне ангине пекторис на 100.000 становника према узрасту и полу, у Србији, 2009. | Стопа морталитета од нестабилне ангине пекторис на 100.000 становника према узрасту и полу, у Србији, 2009. | Стопа морталитета од нестабилне ангине пекторис на 100.000 становника према узрасту и полу, у Србији, 2009. | Стопа морталитета од нестабилне ангине пекторис на 100.000 становника према узрасту и полу, у Србији, 2009. | Стопа морталитета од нестабилне ангине пекторис на 100.000 становника према узрасту и полу, у Србији, 2009. | Стопа морталитета од нестабилне ангине пекторис на 100.000 становника према узрасту и полу, у Србији, 2009. | Стопа морталитета од нестабилне ангине пекторис на 100.000 становника према узрасту и полу, у Србији, 2009. | Стопа морталитета од нестабилне ангине пекторис на 100.000 становника према узрасту и полу, у Србији, 2009. | Стопа морталитета од нестабилне ангине пекторис на 100.000 становника према узрасту и полу, у Србији, 2009. | Стопа морталитета од нестабилне ангине пекторис на 100.000 становника према узрасту и полу, у Србији, 2009. | Стопа морталитета од нестабилне ангине пекторис на 100.000 становника према узрасту и полу, у Србији, 2009. | Стопа морталитета од нестабилне ангине пекторис на 100.000 становника према узрасту и полу, у Србији, 2009. | Стопа морталитета од нестабилне ангине пекторис на 100.000 становника према узрасту и полу, у Србији, 2009. | Стопа морталитета од нестабилне ангине пекторис на 100.000 становника према узрасту и полу, у Србији, 2009. |
| Пол | 0—4 | 5—9 | 10—14 | 15—19 | 20—24 | 25—29 | 30—34 | 35—39 | 40—44 | 45—49 | 50—54 | 55—59 | 60—64 | 65—69 | 70—74 | >75 |
| --- | --- | --- | --- | --- | --- | --- | --- | --- | --- | --- | --- | --- | --- | --- | --- | --- |
| Мушкарци | 0,0 | 0,0 | 0,0 | 0,0 | 0,0 | 0,0 | 0,0 | 0,0 | 0,4 | 1,6 | 3,7 | 5,0 | 7,0 | 11,9 | 14,7 | 32,1 |
| Жене | 0,0 | 0,0 | 0,0 | 0,0 | 0,0 | 0,0 | 0,0 | 0,0 | 0,0 | 0,0 | 0,7 | 1,3 | 4,4 | 8,2 | 10,7 | 34,2 |

Раса
Коронарна болест погађа људе свих раса. Годишња стопа нових епизода ангине пекторис на 1.000 становника у односу на расу према подацима из САД приказана је у доњој табели.
| 45 до 54 година | - 8,5 у мушкараца - 10,6 у жена  | - 11,8 у мушкараца - 20,8 у жена |
| 55 до 64 година | - 11,9 у мушкараца - 11,2 у жена | - 10,6 у мушкараца - 19,3 у жена |
| 65 до 74 година | - 13,7 у мушкарца - 13,1 у жена  | - 8,8 у мушкарца - 10,0 у жена   |

„Према подацима Центра за контролу и превенцију болести (CDC) САД, преваленца ангине пекторис и/или коронарне болести срца је највећа и стално се увећава у латино-Американаца (хиспано порекла), затим код белаца и црнаца који нису хиспано порекла (5%, 4,2%, 3,7%). Ова информација укључује 50 америчких савезних држава, Дистрикт Колумбију, Порторико и Америчка Девичанска Острва.“
Пол
Мушкарци чине око 70% пацијената са ангином пекторис. Типични пацијенти са ангином су мушкарци у доби од 40-60 година или жене између 65 и 75 година. Према подацима из САД ангина пекторис међу Американцима старости од 40—74 година, била је већа код жена него код мушкараца, као један од симптома коронарне болести, са женско мушким односом 1,7:1 и преваленцом од 4,6 милиона код жена и 3,3 милиона у мушкараца. Учесталост атипичних облика ангине је такође чешћи код жена у односу на мушкарце. Процењује се да је преваленца ангине у старости већа код жена него код мушкараца. Жене имају нешто вишу стопу смртности од коронарне болести у поређењу са мушкарцима, због њене појаве у каснијем животном добу (између 65 и 75 година) због чешћег одсуства класичних ангинозних симптома. Подаци ЦДЦ САД из 2005. указују да мушкарци имају повећану преваленцу ангине и/или коронарне болести срца (5,5%), него жене (3,4%).
Старост
Преваленција ангине пекторис се повећава са годинама живота. Старост је снажан фактор ризика смртности. Више од 150.000 Американаца млађих од 65 година умрло је од болести крвних судова срца у 2005. Међутим, у 2005 години 32% смртних случајева од кардиоваскуларних болести настало је пре 75 године живота, што је добар показатељ ако се узме у обзир да је просечан очекивани животни век човека око 77,9 година. Учесталост нових и рекурентних случајева ангине пекторис се повећава са годинама живота, али онда опада након 85 година старости.

## Етиологија
Ангина пекторис је ургентно стање у кардиологији, које настаје као последица исхемије срчаног мишића, узроковане смањеном или поремећеном циркулацијом крви и смањеним приливом кисеоника у ткиву и ћелијама срчаног мишића. Поремећај циркулације крви кроз срчани мишић узрокује несклад између његове потреба и концентрације кисеоника, услед анотомопатолошких промена на срчаним (коронарним) артеријама, у којима доминира спазам или сужење лумена у различитом степену или њихово потпуно зачепљење.
Једна од најчешћих исхемија код ангине пекторис је хронична исхемија срчаног мишића, услед промена изазваних запаљењам крвних судова срца. Она по Луцаринију и Пицану може да настане на један од следећа три начина:
1. Сужења (стенозе) епикардијалног дела коронарне циркулације као последица
- атеросклерозом изазване опструкције лумена коронарне артерија;
- тромбозе и тромбоемболије лумена коронарне артерија;
- спазма зида коронарне артерије и последичне опструкције лумена коронарне артерије

2. Хипертрофија (увећања) масе срчаног мишића, која није праћена увећањем (умножавањем) циркулације
3. Промене у микроциркулацији, које могу настати у току
- повишеног крвног притиска (хипертензивна криза)
- шећерне и других системских болести.

У етиопатогенези исхемије срчаног мишића може да буде укључен само један или комбинација два, па и сва три механизма. Тако на пример, болесник са атеросклеротичним обољењем коронарних артерија може да има и хипертензивну хипертрофију леве срчане коморе, као и микроваскуларну болест због дијабетеса.
Ангина пекторис најчешће је резултат делимичне опструкције коронарне артерије атеромом који настаје у процесу атеросклерозе. Зато се атеросклероза у око 95% случајева јавља као најчешћи узрок хроничном исхемијом изазване ангине пекторис.
У осталих 5% случајева узроци могу бити; колагена болест, сифилис, емболија коронарних крвних судова изазвана вегетацијама у бактеријском ендокарду итд. Такође веома је важно разлучити шта је узрок грудног бола, посебно исхемијског, од неисхемијског бола у грудима. Неисхемијски бол може бити изазван неким другим озбиљним узроком, који такође захтева хитно лечење, нпр, дисекција аорте, перикардитис или плућна емболија. Такође треба имати у виду да код пацијената са високим ризиком, узроци могу бити и удружени, тј истовремени.
Иако етиопатогенеза атеросклерозе у ангини пекторис није потпуно разјашњена, велику улогу у њеном развоју играју фактори ризика. Међу овим факторима најзначајнији су; повишен крвни притисак, поремећај срчаног ритма (нпр тахикардија), повишен ниво масти у серуму уз ниску ХДЛ фракцију холестерола, нетолеранција на угљене хидрате, пушење, исхрана богата засићеним мастима, психоемоционална напетост. Уз све наведено од великог значаја је и животна доб, пол и породична оптерећеност исхемијском болешћу срца.
| Фактори ризика повезани са коронарном атеросклерозом | Фактори ризика повезани са коронарном атеросклерозом | Фактори ризика повезани са коронарном атеросклерозом |
| Фактори                                              | Карактеристике | Степен доказа                                        |
| ---------------------------------------------------- | --- | ---------------------------------------------------- |
| Хипертензија                                         | Ризик од коронарног обољења срца прогресивно расте са растом крвног притиска                                                                                                  | IIa                                                  |
| Гојазност                                            | Због напора или узбуђења, након оброка, статичког напора, за време хладног времена                                                                                            | IIа                                                  |
| Хиперлипидемија                                      | Ризик од настанка коронарне болести расте ако је повећан укупни ниво холестерола у плазми и/или ЛДЛ, уз истовремено ниску вредност ХДЛ у плазми.                              | IIа                                                  |
| Шећерна болест                                       | Ризик за коронарну болест расте 2-3 пута за мушкарце и 3—5 пута за жене | Ib                                                   |
| Пушење                                               | Пушење је значајан фактор ризика за коронарна срчана обољења. Престанак пушења значајно смањује ризик који је упола мањи након прве године непушења                           | Ib                                                   |
| Алкохол                                              | Веза између коронарног срчаног обољења и алкохола је корелативна — најнижи ризик је при умереном конзумирању алкохола                                                         | IIb                                                  |
| Породична анамнеза исхемијске болести срца           | Ризик од настанка оштећења коронарне циркулације је већи уколико је у породици било исхемијског обољења срца у ранијем животном добу (<55 код мушкараца; <65 година код жена) | IIа                                                  |
| Пол                                                  | Угрожени су мушкарци и жене након менопаузе | IIb                                                  |
| Доб                                                  | Ризик расте са годинама | IIb                                                  |

## Патолошка анатомија
Клиничару је лако да опише основне карактеристике синдрома ангине пекторис. Патолошком анатому је то знатно теже, јер се показало да јачина бола у грудима није у корелацији са патоанатомски супстратом, патофизиолошки следом догађаја и најтежим компликацијама, па се и до данашњих дана поуздано не зна прави супстрат овог синдрома. А не може се знати због једног од следећа два разлога:
- У једном случају, напад ангине пекторис изазива тренутну смрт болесника; а патолошки налази детектују евентуалне промене на коронарним артеријама (атеросклерозу, сифилис, артеритис са тромбозом или без ње), али без промена на срчаном мишићу, јер није било довољно времена да се оне развију. Још теже је ако је смрт настала без промена на коронарним артеријама а болесник је имао клиничку слику ангине пекторис. Тада је обдукциони налаз негативан
- У другом случају, болесници умиру под клиничком сликом хроничне инсуфицијенције срца, која је настала због хроничне коронарне инсуфицијенције, али су промене срчаног мишића толико развијене, да је тешко рећи, како је изгледала почетна лезија. Поред тога појмови инсуфицијенција срца и коронарна инсуфицијенција нису идентични. Свака коронарна инсуфицијенција, пре или касније доводи до инсуфицијенције срчаног мишића, али не мора свака инсуфицијенција срчаног мишића обавезно довести до синдрома коронарне инсуфицијенције, која настаје тек код високог степена хипоксије, тако да пре синдрома ангине пекторис обично наступа смрт због хипоксије виталних центара мозга.

Зато се патолошки анатом у свом извештају о променама код ангине пекторис углавном ограничава на описивање коронарне инсуфицијенције, односно промена на коронарним артеријама.

## Патофизиологија
У основи ангине пекторис је исхемија срчаног мишића, која настаје када проток крви кроз коронарне артерије постане недовољан за нормално снабдевање кисеоником. Тада ћелије срчаног мишића прелазе са аеробног у анаеробни метаболизам, што је праћено прогресивним оштећењем метаболичких, механичких и електричних функција. Зато се каже да је ангина пекторис најчешћа клиничка манифестација исхемије срчаног мишића, која узрокује хемијску и механичку стимулацију сензорних аферентних нервних завршетака у коронарним крвним судовима и срчаном мишићу. Ова нервна влакана протежу се од првог до четвртог грудног кичменог нерва, па преко кичмене мождине досежу до таламуса, а одатле до мождане коре.
Аденозин као медијатор ангинозног бола
Бројне студије наводе аденозин као један од главних хемијских медијатора ангинозном болу. Током исхемије, АТП се разлаже до аденозина, који, након дифузије у екстрацелуларни простор, изазива дилатацију артериола и ангинозни бол. Аденозин, највероватније, изазива ангину тако што стимулише рецепторе у А1 аферентним нервним завршецима срца.
Исхемија срчаног мишића
Исхемија срчаног мишића може бити последица;
- смањеног протока крви кроз коронарне артерије изазваног фиксном и/или динамичком епикардијалном стенозом коронарних артерија (тј. смањењем протока кроз крвне судове),
- абнормалног сужења или недовољног ширења (дилатације) коронарне микроциркулације (тј. повећаног отпора у крвним судовима),
- смањеног преноса кисеоника путем крви.
- животне доби, мушкарци старости >55 година и жене после менопаузе старости >65 година.

Исхемија срчаног мишића може бити и последица фактора који утичу на састав крви, као што су смањена способност крви за транспорт кисеоника, нпр. код тешке анемије (хемоглобин, <8 g/dl), или повишеног нивоа карбоксихемоглобина (као последица удисања угљен-моноксида у затвореном простору или дуготрајног пушења).
Атеросклероза као узрок оштећења коронарних артерија
Атеросклероза је један од најчешћих узрока оштећења коронарних артерија, па самим тим и ангине пекторис. Пацијенти са фиксним коронарним атеросклеротским лезијама од најмање 50% показују знаке исхемије срчаног мишића током повећаних метаболичких захтева, као резултат значајног смањења коронарног протока крви. Ови пацијенти нису у стању да повећају свој коронарни проток крви током стреса, тако да због насталог несклада између повећане потражње и поремећаја метаболизма, настаје ангина. Фиксне атеросклеротске лезије од најмање 90% скоро потпуно укидају резервни проток и зато се код ових пацијената промене праћене ангином могу јавити у мировању.
Спазам коронарних артерија
Коронарни спазам такође може да смањи коронарни проток крви изазивањем динамичке стенозе коронарних артерија. Принцметалова ангина се дефинише као ангинозни синдром са елевацијом СТ сегмента, изазване централним спазмом коронарних артерија. И ако код већине пацијената са Принцметаловом ангином у основни постоји коронарна лезија, код дела пацијената ангиографски налаз коронарних артерија може бити нормалан. Неколико механизама се наводи као могући узрок Принцметалове ангине: као главни је недостатак азотног оксида због поремећаја у његовој производњи, хиперинсулинемија, низак ниво интраћелијског магнезијума, пушење цигарета, и коришћење кокаина.

## Подела
Према клиничкој слици, току болести, лечењу и прогнози може се разликовати неколико типова ангине пекторис. Тако је још Хеберден врло тачно описао неколико типова ангине пекторис, који су приказани на овој слици;
Ангину пекторис (МКБ 10: I20) карактерише реверзибилна исхемија и она се према патофизиолошком механизму, прогнози, тежини клиничке слике и терапији дели на:
- МКБ 10: I20.1 — стабилна ангина пекторис (хронична и стабилна исхемијске болести срца)[47]
- МКБ 10: I20 — нестабилна ангина пекторис (акутна и нестабилна форма исхемијске болести срца)[47]
- МКБ 10:  — ангина пекторис с доказаним спазмом (Принцметалову, варијантну, вазомоторну ангину)
- МКБ 10: I20.8 — остале посебне форме ангине пекторис (ангину на напор и стенокардија)
- МКБ 10:  — ангина пекторис-неодређена (ангинозни синдром, исхемијски бол у грудима)

| Последњих година у Србији у просеку 55% умрлих особа, жртва је неке од болести из ове групе. У односу на све узроке смрти током 2009, у Србији је од болести срца и крвних судова умрло је 25.740 мушкараца (45,2%) и 31.211 жена (54,8%). У периоду од 2002. до 2009. стопе смртности од болести срца и крвних судова у Србији порасле су од 756,9 на 100.000 до 777,9 на 100.000 становника Као најтежи облик исхемијских болести срца, акутни коронарни синдром (АКС) представља водећи здравствени проблем у развијеним земљама света, а последњих неколико деценија и у земљама у развоју. Акутни коронарни синдром (АКС) представљају акутни инфаркт миокарда и нестабилна ангина пекторис. Према подацима регистра за АКС, у Србији је у 2008. години са дијагнозом АКС евидентирано 22.058 случајева. Инциденција АКС у Србији износила је 300,1 на 100.000 становника. Исте године (2008) од овог синдрома у Србији је умрло 7.158 особа. Морталитет од АКС у Србији износио је 97,4 на 100.000 становника. |

### Хронична стабилна ангина
Стабилна ангина или стабилна коронарна болест срца, клинички је синдром који се углавном карактерише епизодама реверзибилних промена у срчаном мишићу, али без његове некрозе, изазваних неусклађеним односом између „тражње и понуде“ (услед несклада у снабдевању и потребама за кисеоником), које се односе на исхемију или хипоксију, и обично су изазване вежбом, емоцијама или другим врстама стреса или другим психофизичким напрезањима, која се могу спонтано дешавати. Такве епизоде исхемије/хипоксије се обично повезују са појавом пролазних нелагодности у грудима (ангина пекторис). Најчешће је то бол, који пролази десетак минута након одмора, али се понавља са малим дневним променама у интензитету.
Код пацијента који имају стабилну ангину пекторис (или хроничну и стабилну исхемијску болест срца) бол се увек појављује у сличним ситуацијама, при одређеном степену напора, који је индивидуално различит код различитих особа. Бол пролази после неколико минута одмора или примене нитроглицерина сублингвално (под језик). Ангинозни бол најчешће означава атеросклеротско оштећење срчаних артерија, али се може јавити и код болесника с аортном стенозом, код хипертрофичне кардиомиопатије или хипертензије (обично у другом или трећем стадијуму болести) без оштећења срчаних артерија.
У циљу брзог, бољег и прецизнијег оцењивања тежине ангинозних тегоба на основу анамнестичких података, Канадско кардиоваскуларно удружење (енгл. Canadian Cardiovascular Society, CCS) предложило је примену класификације стабилне ангине пекторис која је представљена у овој табели,
| Класа | Анамнестички подаци |
| ----- | --- |
| I     | Уобичајена физичка активност не изазива бол (шетња, пењање уз степенице)                                                                                           |
| II    | Лако ограничење уобичајене активности доводи до бола (шетња или пењање уз степенице, ход узбрдо, бол после оброка, на хладноћу, ветар, због емоционалних стресова) |
| III   | Мала физичка активност доводи до бола (шетња по равном, пењање уз степенице)                                                                                       |
| IV    | Немогућност да се изврши било која физичка активност без бола (болови могу бити присутни иу миру)                                                                  |

Иако је овај систем рангирања ангине пекторис Канадског кардиоваскуларног удружења, према тежини напора, прихваћен широм света у последњих 30 година, исто то удружење данас сматра да је ревизија ове класификације пожељна с обзиром на могуће неправилности и недоследности у односу на ставове који су данас присутни у лечењу исхемијске болести срца.
До скора се сматрало да пацијенти са стабилном ангином пекторис (боловима у грудима) без опструктивне коронарне болести срца, као и особе женског пола имају нижи ризик за кардиоваскуларне догађаје (срчани удар или смртни исход), међутим докази који ово подржавају су веома ретки. Наиме, бројна истраживања показују супротно, тј да су такве особе у повећаном ризику од смртног исхода, у поређењу са референтним становништва без исхемијске болести срца, као и да је ризик за особе женског, исти као као за особе мушког пола.

### Нестабилна акутна ангина
Нестабилна ангина, као термин, примењује се за нагло погоршање ангине пекторис:
- када напади постану јачег интензитета или се чешће понављају (≥ 3 епизоде дневно),
- када их узрокује мањи степен напора него претходно,
- када се напади ангине јављају при одмарању,
- када се ангина јавља после недавно прележаног срчаног удара.

Када су ове промене праћене објективним ЕКГ налазом исхемије срчаног мишића (депресија СТ сегмента или динамика инверзије Т таласа), знак су озбиљне опструкције (зачепљења-тромбозе) неког од главних крвних судова срца.
Овај облик ангине се често назива и преинфарктно стање, и може се јавити у више облика, који међусобно нису тачно разграничени:
- Прогресивна ангина пекторис —
- Ангина пекторис интрактабилис (са којом се тешко ради) — (лат. angina pectoris intractabilis)
- Иницијална ангина пекторис —
- Декубитална ангина пекторис —
- Ноћна ангина пекторис —
- Ангинозни статус — (лат. status anginosus)

| „ | Нестабилна ангина пекторис, инфаркт миокарда без елевације сегмента, инфаркт миокарда са елевацијом сегмента и изненадна (нагла) срчана смрт представљају акутне, нестабилне облике исхемијске болести срца под заједничким називом акутни коронарни синдром (AKS). | ” |

### Принцметалова (варијантна-вазомоторна) ангина
У ову групу ангина спадају вазомоторни облици ангине пекторис код којих обично нема органске стенозе, већ је поремећај у коронарним артеријама изазван спазмом. Ту спадају поред варијантне-Принцметалове ангине и:
Никотинска ангина пекторис код пушача
Истраживањима је утврђено да пушачи имају већу тенденцију ка нижим нивоима азотног оксида у крвним судовима него непушачи, што повећава склоност ка вазоспазмима праћеним ангинозним боловима. Зато се сматра да је пушење један од главни фактор ризика за појаву коронарног спазама.
Ерготаминска ангина пекторис
Рефлекторна ваговагална ангина пекторис
Варијантна (Принцметалова) ангина-резултат је грча коронарних артерија, најчешће удруженог са постојећом коронарном артеросклерозом. Карактеристично је да се бол јавља у стању мировања или буди пацијента из сна, а не при напору, као код других облика.
Промене на електрокардиограму (ЕКГ) типичне су — у току епизоде ангине долази до елевације или раста СТ сегмента (означено црвеном стрелицом на слици). Да би се утврдила дијагноза постоји потреба за специјализованим проверама применом различитих тестова.
Око 2% болесника са ангином пекторис има спазам коронарних артерија. Спазам коронарних артерија јавља се отприлике код 4 на сваких 100.000 становника, са различитом стопом учесталости у појединим деловима света.
Учесталост Принцметалове ангине међу најнижим је у свету у САД. Код око 4% пацијената након коронарне ангиографије постоје докази о фокалним спазмима, (који су дефинисани као 75% смањење лумена коронарне артерије након примене ергоновина.
У Француској, учесталост је три пута већа него у САД. Око 12% пацијената имало је позитиван налаз након спроведеног, на ергоновину заснованог, тестирања, док у јапанским студијама објављеним у публикацијама, о спазму коронарних артерија, наводе позитиван налаз код око 30% пацијената.

### Остале форме ангине пекторис
Тиха или безболна ангине пекторис
Тиха или безболна ангине пекторис, или неманифестна исхемијска болест срца, у ствари је безболна исхемија која се у суштини не разликује од уобичајене ангине, ако узмемо у обзир ефекат исхемије на срце у целини. Главна разлика је практично само у њеном називу, јер срчани мишић добија мање кисеоника, а пацијент не доживљава бол. Ова врста ангине пекторис често је праћена осећајем недостатка ваздуха или замарањем. У клиничкој слици коронарне болести управо је најчешће присутна безболна, тј. неманифестна исхемија срчаног мишића, коју не прати ангинозни бол као најпрепознатљивији симптом, већ најчешће пропратни симптоми недостатак ваздуха и присутан замор. Уз објективне показатеље исхемије срчаног мишића, често нису присутни симптоми који су еквивалентни ангини.
| „ | Неманифестна исхемија се карактерише измењеном дијастолни функцијом леве коморе, повећањем дијастолног притиска у плућној артерији, поремећајем ритма срца па и напрасном срчаном смрћу. Сматра се да је нема исхемија последица комбинације различите сензитивности на болне дражи и дисфункције ендотела у коронарној болести. | ” |

Зашто се то дешава, тешко је са потпуном тачношћу рећи? Описана су четири могућа механизма:
- Постојање аутономне неуропатије,
- Висок праг за друге врсте болних дражи, који постоји код одређеног броја људи, који генерално добро толеришу бол, па чак га и не осећају.
- Повећана продукција ендорфина, који повећавају праг за бол,
- Различит степен тежине исхемије у болесника са стабилном и нестабилном ангином пекторис.[66]

Смањена реакција на бол у неким случајевима може се уочити и код болесника са шећерној болести. Промене на крвним судовима и нервним завршецима, укључујући и срце у дијабетичара су такве, да понекад чак и срчани напад код њих може проћи без било какви тегоба, или су оне толико мале да се срчани удар дијагностикује тек након неколико година као случајни налаз.
Дијагностика безболне исхемије је могућа у току теста физичким оптерећењем, када лекар на ЕКГ констатује јасне знаке исхемије, а пацијент ништа не доживљава и настоји да савлада оптерећење још дуго времена. Ако се тест не прекине, пацијент може доћи чак и до ивице срчаног удара, а да није тога свестан.
Рефракторна ангина
Овај облик ангине пекторис карактерише стање у коме пацијенти не одговарају на конвенционално лечење.
У данашње време све је више пацијената са артеријском болешћу срца, који имају честе ангинозне болове, а више не реагују, ни на уобичајену терапију лековима, нити на реваскуларизацију срчаног мишића. Врло чести ангинозни болови и немогућност њиховог ублажавања отежавају живот и онемогућавају оболелом основне радне и животне активности, а њихова прогноза је врло лоша.
Зато се у свету све више истражују нови терапијски методи и технике, међу којима су најбоље резултате показале; појачана спољашња контрапулзација, трансмиокардна реваскуларизација срчаног мишића, као и неуростимулација, које смањују број ангинозних напада и поправљају објективне показатеље исхемије срчаног мишића код болесника са рефракторном ангином пекторис.

## Клиничке карактеристике
| Канадска класификација ангине пекторис којом се одређује тежина клиничке слике коронарне артеријске болести | Канадска класификација ангине пекторис којом се одређује тежина клиничке слике коронарне артеријске болести | Канадска класификација ангине пекторис којом се одређује тежина клиничке слике коронарне артеријске болести |
| Степен тежине                                                                                               | Опис | Пример |
| --- | --- | --- |
| I | При нормалном напору се не јавља ангина, јавља се само при тешком напору                                    | |
| II | Ангина се јавља при напору                                                                                  | Тегобе код пењања уз степенице или ходања узбрдо.                                                           |
| III | Ангина се јавља при минималном напору                                                                       | Тегобе у току обављања свакодневних кућних послова                                                          |
| IV | Ангинозни напади се јављају при минималном напору, али такође у мировању                                    | Тегобе се могу јавити и у мировању                                                                          |

## Дијагноза
| Дијагноза ангине пекторис се поставља на основу пажљиво узете анамнезе праћене усмереним физикалним прегледом, и проценом срчаних фактора ризика. Уз одговарајуће дијагностичке тестове, овако спроведен дијагностички поступак омогућава постављање прецизне дијагнозе у 90% случајева. |

### Препоруке
Вероватноћа за постојање стабилне ангине пекторис може се израчунати на основу клиничких карактеристика бола у грудима, година старости и пола болесника.
Три најважније клиничке карактеристике бола у грудима су:
1. ретростернално (иза грудне кости) локализација карактеристичног квалитета и трајања,
2. провоцираност физичким напором или емоционалним стресом,
3. престанак бола при одмору или на примену нитроглицерина.

На основу ових карактеристика, бол у грудима се класификује као:
1. типична или дефинитивна ангина пекторис — потребно је да бол у грудима има све три наведене карактеристике,
2. атипична или могућа ангина пекторис — бол има две од три наведене карактеристике,
3. несрчани бол у грудима — постоји једна или ниједна од наведених карактеристика.

Након што се установи вероватноћи постојања ангине пекторис (исхемијска болест срца — ИБС) (тзв. „претест вероватноћа“ у Бејсовој теореми), болесник се према вероватноћи за постојање ангине пекторис (ИБС) може сврстати у једну од три категорије
1. 1. Мала вероватноћа — мања од 10% (према неким ауторима мања од 20%). Код ових болесника није потребно додатно испитивање неинвазивним или инвазивним тестовима (осим за процену одређених спортских или професионалних способности).
2. 2. Средња вероватноћа — 10 — 90% (према неким ауторима између 20 и 80%). Ове болеснике потребно је тестирати неинвазивним функционалним тестовима како би се доказало постојање исхемије срчаног мишића.
3. 3. Висока вероватноћа — већа од 90% (према неким ауторима већа од 80%). Код ових болесника индикована је коронарна ангиографија и то без претходног неинвазивног тестирања.

Наведених препорука, у дијагностици се треба обавезно придржавати; зато што код болесника са ниском (односно високом) претест вероватноћом за постојање ангине пекторис (ИБС), неинвазивно функционално тестирање и у случају лажно позитивног (односно негативног) резултата и даље даје ниску (односно високу) пост-тест вероватноћу постојања ангине пекторис (ИБС) која утиче на доношење клиничких одлука независно од резултата теста.

### Дефиниције нивоа доказа и класа препорука
Дефиниције класа препорука и нивоа доказа, који су коришћени у даљем тексту, приказане су на основу препорука у клиничким водичима који су као литература коришћени за писање ове странице, и представљени су у доле наведеним табелама:
| Дефиниције класа препорука | Дефиниције класа препорука | Дефиниције класа препорука |
| Класа препоруке            | Дефиниција |                            |
| -------------------------- | --- | -------------------------- |
| Класа I                    | Постоје докази и/или општа сагласност да је одређени третман или процедура делотворан, користан и ефектан.                            |                            |
| Класа II                   | Постоје противречни докази и/или различити ставови око користи/ефикасности одређеног третмана или процедуре.                          |                            |
| Класа IIа                  | Највећи број доказа говори у прилог користи/ефикасности.                                                                              |                            |
| Класа IIb                  | Корист/ефикасност је много мање заснована на доказима/ставовима.                                                                      |                            |
| Класа III                  | Постоје докази или општа сагласност да одређени третман или процедура није користан/ефикасан, и у неким случајевима може бити штетан. |                            |

| Дефиниције нивоа доказа. | Дефиниције нивоа доказа.                                                               | Дефиниције нивоа доказа. |
| ------------------------ | -------------------------------------------------------------------------------------- | ------------------------ |
| Ниво доказа A            | Докази потичу из више рандомизованих клиничких студија или мета-анализа.               |                          |
| Ниво доказа B            | Докази потичу из једне рандомизоване студије или великих нерандомизованих студија.     |                          |
| Ниво доказа C            | Консензус или мишљење експерата и/или мале студије, ретроспективне студије, регистри . |                          |

| „ | Постоје недоумице и међу ауторима препорука, каква је нпр разлика између I, IIa или IIb. Дипломатско објашњење је да препорука I значи да она има предност, препорука IIa је нешто што се мора разматрати у мултидисциплинарном тиму и са болесником, а препорука IIb се може, али и не мора разматрати и узимати у обзир. Препорука III, сматра се да је процедура некорисна или чак штетна. | ” |

### Анамнеза
У анамнези ангине пекторис најзначајније подаци су они који описују особине или карактеристике бола;
| Карактеристике бола у ангини пекторис | Карактеристике бола у ангини пекторис |
| Бол                                   | Презентација бола |
| ------------------------------------- | --- |
| Карактер                              | Обично чврст, стежући, у виду притиска, тупости, тежине, жарења, осећаја гушења (диспнеја), понекад праћен повраћањем. Дисање и промена положаја немају утицаја на оштрину бола Одсутна нелагодност у грудима (нпр., диспнеја, повраћање, измењени сензоријум)                                                                                        |
| Локализација                          | Централни простор грудног коша, иза грудне кости (често дифузно у било ком пределу између дерматома) Ретростернално или субстернално, изнад дојке, лево једнострано, напред једнострано, горњи део трбуха, раме, врат, руке, позади у предео лопатице. Локација бола у зубима, вилици, доњем делу лица (изнад дерматома) често је нејасне етиологије. |
| Ширење                                | Једнострано или обострано у руке, рамена, врат, доњи део лица, вилице, ухо или назад у леђа и епигастријум |
| Преципитација                         | Због напора или узбуђења, након оброка, статичког напора, за време хладног времена |
| Трајање                               | До 15 минута, ако траје дуже — сумњати на срчани удар |
| Погоршање                             | Ако се напор настави |
| Олакшање                              | Након пар минута одмора или примене нитроглицерина сублингвално (под језик), кисеоника, смањења стресног надражаја, лекова против болова или плацебо коктела. |
| Озбиљност                             | Блага до озбиљна (1/10 до > 10/10) |

Већина пацијената ангину пекторис чешће доживљава као нелагодност у грудима иза грудне кости, него као јасно дефинисан бол. Један део пацијената ангину пекторис описује као притисак, тежину, стискање, жарење, или осећај дављења или гушења. Други део пацијената користи придеве за ангинозне тегобе, описујући их као досадне, болове, или стискање. Разноликост анамнестичких података у историји болести вероватно је повезана са старошћу пацијената, полом, расом, културом и образовањем.
Ангинозни бол може бити локализован пре свега у епигастријуму, леђима, врату, вилици или раменима. Карактеристичне локације у које зрачи бол су руке, рамена и врат. Типично, за ангину је да се она јавља након напора, јела, излагања хладноћи, или емоционалном стресу. Тегобе обично трају од 1 до 5 минута и повлаче се након одмора или примене нитроглицерина. Бол у грудима код једноставне ангине пекторис траје само неколико секунди. Интензитет ангинозних тегоба не мења се дисањем, кашљем или променом положаја тела. Бол код Принцметалове ангине често је слабо изражен па се понекад назива и тихи бол у грудима. Ови пацијенти могу тегобе описати као „кратак дах“, мучнину или бол у стомаку. Бол изнад доње вилице и испод епигастријуму ретко је ангинозни.
Такође, при узимању анамнезе треба имати у виду да системске болести, као што су шећерна болест или хронични болни синдроми, могу изменити карактеристике ангинозних симптома, док друга обољења, као што су претходна церебрална васкуларна болест или деменције, могу да ограниче способност пацијента да да правилан опис симптома.

### Физикални преглед
Овим прегледом морају се установити сви међусобно повезани услови или фактори ризика.
Обавезно, прво се проверава крвни притисак и пулс, пошто бол обично повећава обе измерене вредности.
Код већине пацијената физикални налаз показује да нема патолошких знакова.
- Инспекција: помодрелост, бледило коже и видљивих слузокожа (указује на анемију), повећане пулсације вратних вена и увећање јетре (хронична срчана инсуфицијенција), генерализовани едам може бити знак периферног васкуларног обољења.
- Палпација: позитиван Левинов знак (изводи га лекар притиском песнице на грудну кост пацијента) при чему пацијент наводи појаву нелагодности, што поуздано говори о ангини пекторис.
- Аускултација срца: чест је S4 срчани тон, који је тих и тешко се чује. Појава S3 тона и благог апикалног митралног шума знак је да су оштећене срчане функције.
- Топографска (гранична) перкусија: код промена на срцу служи за одређивање његове величине и евентуалних инфилтративних промена у средогруђу и присуство излива (код перикардитиса) у срчаној кеси.

### Дијагностички тестови
Код свих болесника са суспектном или стабилном ангином пекторис потребно је урадити следеће: биохемијске анализе крви, ЕКГ у миру, тест оптерећења, на покретној траци или ергоциклу, терапијску пробу нитроглицерином и додатна испитивања.
Идеални тест за процену ангине пекторис мора да има сензитивност и специфичност 100%, а његова предиктивна вредност је 100% у случају позитивног теста и 100% у случају негативног, без обзира на на вероватноћу присуства болести у тестираној популацији пре теста.
- Сензитивност теста означава његову способност да у односу на златни стандард (коронарна ангиографија или аутопсија) открије болесника. Ако је тест нпр 75% сензитиван, то значи да је он у 75 од 100 болесника био право позитиван, а у 25 лажно негативан. {{|}}
- Специфичност теста је способност теста да препозна здравог испитаника у односу на златни стандард. Ако је тест нпр 70% специфичан, то значи да је он у 70 здравих испитаника био право негативан, а у 30 лажно позитиван.

| Дијагностичка тачност теста.                                                                                         | Дијагностичка тачност теста.                                                           | Дијагностичка тачност теста. |
| --- | -------------------------------------------------------------------------------------- | ---------------------------- |
| Сензитивност (Сн) % болесника код којих ангина пекторис постоји који се могу открити са позитивним тестом ПП/(ПП+ЛН) |                                                                                        |                              |
| Специфичност (Сп) % здравих особа које се могу идентификовати негативним тестом ПН/(ПН+ЛП)                           |                                                                                        |                              |
| Скраћенице | ПП = право позитиван, ЛП = лажно позитиван, ПН = право негативан, ЛН = лажно негативан |                              |

#### Лабораторијске анализе
- Комплетна крвна слика (обратити пажњу на анемију — може бити узрок ангине),
- Гликемија — ниво шећера у крви — (наташте),
- Липидни статус,
- Креатинин, уреа, хепатограм, мокраћна киселина, фибриноген, hsCRP,
- Срчани ензими ако је бол оштар и траје дуже од 10 минута.

| Препоруке за лабораторијске анализе у почетној процени ангине пекторис (код свих пацијената)                         | Класа препоруке | Ниво доказа |
| --- | --------------- | ----------- |
| Липидни профил наште, укупни холестерол, ХДЛ, ЛДЛ и триглицериди                                                     | I               | B           |
| Глукоза наште | I               | B           |
| Комплетна крвна слика: хемоглобин (Hb), леукоцити                                                                    | I               | B           |
| Креатинин | I               | C           |
| Препоруке за лабораторијске анализе у почетној процени ангине пекторис (засноване на клиничкој слици)                |                 |             |
| Маркери оштећења срчаног мишића, ако клиничка слика указује на нестабилност или акутни коронарни синдром             | I               | A           |
| Маркери тиреоидне функције ако је клинички индиковано                                                                | I               | C           |
| Орални тест оптерећења глукозом                                                                                      | IIa             | B           |
| hsCRP | IIb             | B           |
| Lp(a), ApoA-1, и ApoB.                                                                                               | IIb.            | B           |
| Хомоцистеин | IIb             | B           |
| HbA1c | IIb             | B           |
| NT-proBNP | IIb             | B           |
| Препоруке за лабораторијске анализе за редовну поновну процену код болесника са хроничном стабилном ангином пекторис |                 |             |
| Липидни профил и глукоза наште једном годишње                                                                        | IIa             | C           |

#### ЕКГ
Ова метода у ангини пекторис омогућава објективизацију налаза, јер развој коронарне инсуфицијенције са пратећом исхемијом и променама на ЕКГ може настати нагло, акутно али може постојати и током дугог интервала, да би се при физичким или психичким напрезањима испољила у виду типичног ангинозног напада. Због тога се са клиничког и ЕКГ становишта уочавају следећи облици промена:
- У миру, ЕКГ је обично нормалан код 30 — 50% пацијената,
- Налаз у току напада може бити од користи. Реверзибилна депресија СТ сегмента је снажан знак коронарне артеријске болести,
- Налаз краткотрајна СТ депресија, инверзија Т таласа или појава усправних Т таласа, чест је код ангине пекторис,
- Доказ о ранијем срчаном удару, хипертрофија леве коморе или присуство блока леве гране од користи су при постављању тачне дијагнозе.

Манифестне промена на СТ сегменту ЕКГ код болесника са исхемијским болом
У зависности од електрокардиограмских промена у раној фази ангине пекторис, издвајају се две категорије болесника:
1. Болесници са исхемијским болом или његовим еквивалентима (најчешће диспнејом), код којих се електрокардиограмски региструје перзистентна елевација СТ сегмента или новонастали блок леве гране. Код ових болесника се најчешће касније развије акутни срчани удар са „Q“ зупцем;
2. Болесници са исхемијским болом или његовим еквивалентима без перзистентне елевације СТ сегмента и без новонасталог блока леве гране. Код њих се најчешће региструје трајна или пролазна депресија СТ сегмента, инверзија, аплатираност или псеудонормализација Т таласа, неспецифичне промене СТ сегмента, а некада и нема промена на електрокардиограму. Највећи део ових болесника нема биохемијске маркере некрозе срчаног мишића и представља групу болесника са нестабилном ангином пекторис. Ако су присутни биохемијски маркери то је група болесника са срчаним ударом, без елевације СТ сегмента, односно то су углавном болесници који имају акутни срчани удар, без „Q“ зупца. Такође, мали проценат може имати акутни срчани удар, са „Q“ зупцем.[47][84]

#### Тест оптерећења
Тест оптерећења, који се по стандардизованим протоколима изводи на покретној траци или ергоциклу, као опште прихваћена метода, рутински се примењује за дијагностиковање ангине пекторис или исхемијском болести срца (ИБС) или пак код болесника са већ постављеном дијагнозом ИБС, а код којих се тест изводи пре свега у прогностичке сврхе.
| Тест се сматра позитивним за коронарну болест уколико дође до пада крвног притиска за више од 15 mmHg, појаве вентрикуларне тахиаритмије, или појаве нисходне депресије СТ сегмента веће од 1 mm, трајања 0,08 s. |

Овим тестом се може открити ИБС тек када је атеросклерозом захваћено више од 75% површине попречног пресека срчане артерије (што одговара 50% дијаметра стенозе).
| „ | Тест физичким оптерећењем изводи се са циљем постављања (или одбацивања) дијагнозе ИБС. Свим испитаницима би требало искључити дигоксин, бета блокаторе, антагонисте калцијума и нитрате, најмање 24 х (оптимално 48 х) пре извођења теста (под условом да искључење ових лекова не утиче значајно на здравствено стање пацијента). Бета блокаторе би требало искључити постепено. | ” |

Због високе доступности и ниске цене, тест физичким оптерећењем са ЕКГ мониторингом се најчешће користи за потврђивање узрока бола у грудима и обезбеђивање објективног доказа постојања ИБС.
Међутим овај тест има многа ограничења, због недостатке и проблеме при интерпретацији;
- осетљивост и специфичност теста је око 60-80%,
- јавља се и велики број лажно позитивних резултата, посебно код жена после менопаузе,
- јавља се и велики број лажно позитивних резултата код хипертоничара, хипертрофије леве коморе, хиперлипидемија са последичном ендотелне дисфункцијом.

Такође тест се не може применити код болесника са блоком леве гране Хисовог снопа срца, неспецифичних промена у СТ сегменту и Т таласу, ВПВ синдрома, као и код присуства ритма пејсмејкера.
У тим стањима предност треба дати визуелним методама, у којима се приказује функција или перфузија леве коморе срчаног мишића (стрес ехокардиографији или стрес перфузионој сцинтиграфији).
| Препоруке за примену теста физичког оптерећења са визуелизационим техникама (ехокардиографија или нуклеарне методе) у иницијалној дијагностици ангине пекторис | Класа препорука | Ниво доказа |
| --- | --------------- | ----------- |
| Стрес ехокардиографија са тестом физичког оптерећења код болесника са средњом пре-тест вероватноћом за коронарну болест који имају једну од следећих промена на ЕКГ-у у миру: - ВПВ синдром (синдром преексцитације), - СТ-депресија у миру ≥ 1 мм, - ЛБББ (блок леве гране), - Ритам пејсмејкера | I               | В           |
| Болесници са неодређеним тестом оптерећења на ЕКГ-у, код којих постоји велика вероватноћа постојања коронарне болести, где је дијагноза још увек сумњива. | I               | В           |
| Болесници са претходном реваскуларизацијом срчаног мишића (ПЦИ или ЦАБГ) код којих је локализација исхемије значајна. | I               | А           |
| Фармаколошко стрес-тест (добутамин, аденозин, дипиридамол) код болесника са средњом претест вероватноћом за ИБС који нису способни да изведу адекватан тест физичким оптерећењем |                 | В           |
| Болесници са малом вероватноћом преоптерећења за постојање ИБС, као што су жене са атипичним болом у грудима | IIа             | В           |
| Процена функционалне значајности интермедијарних лезија након коронарне артериографије | IIа             | С           |
| За одређивање локализације исхемије срчаног мишића, када се разматра могућност или планира реваскуларизација (ПЦИ или ЦАБГ) код болесника код којих је већ урађена артериографија | IIа             | В           |

#### Терапијска проба
Она се обавезно примењује. Изводи се тако што се пацијенту пробно даје нитроглицерин, (1 таблета букално, испод језика или у облику спреја). Уколико пацијент након нитроглицерина осети олакшање, то указује на ангину пекторис.

#### Додатни тестови
У додатне тестове, који се примењују у дијагностици ангине пекторис спадају:

##### Холтер ЕКГ
Холтер ЕКГ је дијагностичка метода континуираног снимања ЕКГ, које покрива вишечасовни период рада срца пацијента (најчешће од 24 до 48 часа а према потреби и од 5 до 7 дана). Применом, холтер мониторинга много је већа вероватноћа за утврђивање асимптоматске срчане исхемије, и абнормалних поремећаја срчаног ритма, присутних у периоду ангинозних напада, у односу на класични ЕКГ чије регистровање траје мање од једне минуте.
Холтер ЕКГ има и недостатак када се симптоми срчаних поремећај, не јављају свакодневно, и често је, највише примењиван, 24 часовни холтер ЕКГ без револуционарних открића. У овим случајевима, дужа снимања, више дана, применом холтер ЕКГ, често могу помоћи да се открију срчане аритмија или да се оне искључе као узрок тегоба. Зато данас постоје холтер ЕКГ апарати који могу и до 7 дана да региструју сигнале срца и да на овај начин помогну у откривању, напада панике и анксиозни поремећај и које су често последица аритмија, а не ангине пекторис.
| За 24 часовни холтер ЕКГ-а важе слична ограничења као и за ЕКГ у оптерећењу, а индикације за његову примену су болесници са суспектном вазоспастичном ангином пекторис (Принзметал) (класа препорука IIa, ниво доказа C), као и болесници са ангином пекторис и придруженим поремећајима срчаног ритма (класа препорука I, ниво доказа B). |

##### Радиолошки тестови
Ехокардиографија
Ехокардиографија је општеприхваћен термин који се користи да означи све ултразвучне технике снимања срца, укључујући дводимензионалну/тродимензионалну ехокардиографију, пулсирајући и континуирани таласни доплер, колор доплер протока, ТДИ доплер (Тissue Doppler imaging). У току овог снимања уз помоћу ултразвучних таласа добија се сликовни приказ срца и његових функција (ехокардиограм).
(ТДИ) .8,27-34,61-64
Ехокардиографија пружа информације о анатомија срца (нпр. запремине, геометрија, маса) и његовим функцијама (нпр. функцији леве коморе и зида, функцији срчаних залистака, функцији десне коморе, притиску у плућној артерији, функцији и изгледу срчане кесе...). Ехокардиограм се снима у мировању и при максималном оптерећењу (ехокардиографија са оптерећењем). Уколико је присутна исхемија покрети зида леве коморе су ненормални.
Рендгенографије срца и плућа
Корист од рутинске рендгенографије срца и плућа није доказана код свих болесника са ИБС. Иако се у дијагностичким приручницима она препоручује, треба је примењивати првенствено:
- код болесника са исхемијском кардиомиопатијом (класа препоруке I, ниво доказа C),
- болесника са клинички доказаном значајном болешћу плућа (класа препоруке I, ниво доказа B).

Мултидетекторска компјутеризована томографија (MDCT)
Мултидетекторска компјутеризована томографија (MDCT) је релативно добра метода за визуелизацију коронарних артерија, док је магнетна резонанца (MRT) прихватљивија у приказивању структуре срчаног мишића.
MDCT коронарних артерија има сензитивност 94% и специфичност 84%, позитивну предиктивну вредност 84% и високу негативну предиктивну вредност 94%. Сугеришући при томе да је MDCT одлична метода за искључивање ИБС, док је њена позитивна предиктивна вредност умерена, дискутабилно је јер MDCT ангиографијом не може прецизно да се предвиди хемодинамски значај коронарне стенозе, с обзиром на то у току обраде не узима у обзир величину перфузионог поља нисходно од места стенозе сужене коронарне артерије.
У Србији и другим мање развијеним земљама света доступност ове технологије и њена масовнија приступачност за болесника је релативно мала, у поређењу са другим неинвазивним дијагностичким тестовима. Углавном је намењена за болеснике који се тим другим тестовима не могу проценити (нпр. лош акустички прозор).
Комбинација анатомског и функционалног испитивања
Комбинација анатомског и функционалног испитивања, иако данас веома интересантан концепт који у Србији још није заживео, за сада се примењује само у малом броју медицинских центара у свету. Комбинација анатомског и функционалног испитивања се може постићи уређајима који у себи имају обједињене две различите визуелизационе технике (MDCT и SPECT-Single-photon emission computed tomography; MDCT и PET ).
Коронарна артериографија (ангиографија)
Ангиографија срчаних артерија једна је од радиолошких инвазиван метод и представља „златни стандард“ у дијагностици коронарне болести. Код болесника са неманифестним обликом ангине пекторис (ИБС) оправдано је урадити коронарну артериографију:
- ако су присутни знаци великог ризика при неинвазивном испитивање,
- знаци мултисегментних покрета зидова леве коморе у стрес ехо-тесту,
- налаз сегментних дефеката у више васкуларних региона у Tl201 сцинтиграфија у тесту физичким оптерећењем,
- повећано задржавање Tl201 у плућима у одсуству значајне дисфункције леве коморе срчаног мишића при мировању,[93]
- код особа која је успешно реанимирана од коморске фибрилације, без јасног узрока, а са сумњом на коронарну болест (оправдано је урадити коронарографију).

Ангиограм срца прецизно открива обим и озбиљност промена на свим коронарним артеријама и јасно локализује место сужења-блокаде. Код болесника са тешком ангином пекторис или срчаним ударом, или код оних болесника који имају изразито патолошке неинвазивни тестове за ИБС (као што су стрес тестови), ангиограма такође помаже лекару да изабере оптималну терапију, која укључују примену лекова, балон ангиопластику, уградњу коронарног стента, атеректомију („рото-рутером“), или примену неке од метода коронарне бајпас хирургије.

##### Стрес-ехокардиографија
Стрес ехокардиографија као дијагностика метода примењује се пре одласка болесника са суспектном ангином пекторис на инвазивну кардиолошку обраду. или у многим случајевима где је примена теста оптерећења на тредмилу (ергометру) или ергобициклу контраиндикована или неизводљива.
Код ехокардиографских стрес-тестова (фармаколошких и физичких), нормалан одговор леве коморе на стрес је хиперкинезија. Показатељ транзиторне исхемије срчаног мишића је регионална дисинергија, која омогућава сагледавање локализације, обима и трајања исхемије.

##### Сцинтиграфија штитне жлезде
Сцинтиграфија штитне жлезде, има за циљ да утврди функцију штитне жлезде и утврди ниво T3, T4, TSH хормона (због могуће тиреотоксикозе)

## Диференцијална дијагноза
| Веома је значајно тачно диференцијално дијагностички одредити узрок ангинозног бола у грудима, тј разлучити бол узрокован исхемијом миокарда од неисхемичног грудног бола који такође може захтевати хитно лечење. |

Пре него што се постави коначна дијагноза узрока ангине пекторис, диференцијално дијагностички треба имати у виду следеће поремећаје који могу да изазову симптоме сличне ангинозним или вазоспастичним боловима;
| Узроци бола у грудима у различите клиничким студијама. | Узроци бола у грудима у различите клиничким студијама. | Узроци бола у грудима у различите клиничким студијама. | Узроци бола у грудима у различите клиничким студијама. | Узроци бола у грудима у различите клиничким студијама. |
| Узроци                                                 | Општа пракса %                                         | Диспечерски центар %                                   | Екипа хитне помоћи %                                   | Ургентни центар %                                      |
| ------------------------------------------------------ | ------------------------------------------------------ | ------------------------------------------------------ | ------------------------------------------------------ | ------------------------------------------------------ |
| Срчани                                                 | 20                                                     | 60                                                     | 69                                                     | 45                                                     |
| Мишићно-скелетни                                       | 43                                                     | 6                                                      | 5                                                      | 14                                                     |
| Плућни                                                 | 4                                                      | 4                                                      | 4                                                      | 5                                                      |
| Желудачно-цревни                                       | 5                                                      | 6                                                      | 3                                                      | 6                                                      |
| Психијатријски                                         | 11                                                     | 5                                                      | 5                                                      | 8                                                      |
| Остало                                                 | 16                                                     | 19                                                     | 18                                                     | 26                                                     |

Диференцијално дијагностички треба имати у виду да преваленца бола у грудима или нелагодности у грудима варира у различитим деловима света. Велики део људи, према објављеним подацима пати од неке врсте нелагодности у грудима (што најбоље илуструје горња табела). У британској студији у 7.735 испитаника, ангина пекторис или у историји болести наведен акутни срчани удар, забележен је у 14% испитаника, док је око 24% боловало од атипичног бола у грудима.

### Срчани бол

#### Срчани исхемични бол
Као последица акутне исхемије и/или некрозе срчаног мишића, чији је узрок најчешће акутна коронарна лезија, настала руптуром атеросклеротичног плака у коронарној артерији, са пратећом тромбозом, инфламацијом, вазоконстрикцијом и микроемболизацијом настаје акутни коронарни синдром (АКС), који подразумева групу различитих клиничких стања.
Акутни коронарни синдром може да се испољи као: нестабилна ангина пекторис, акутни срчани удар, без и са елевацијом СТ сегмента или као изненадна срчана смрт.
Срчани удар (инфаркт миокарда)
Кад се ради о болу узрокованом исхемијом срчаног мишића, треба јасно разликовати ангинозни бол од срчаног удара. Диференцијално дијагностички критеријуми дати су у табели:
| Диференцијална дијагноза ангине пекторис и срчаног удара | Диференцијална дијагноза ангине пекторис и срчаног удара                                                 | Диференцијална дијагноза ангине пекторис и срчаног удара                                                              |
| Карактеристике бола и пратећих симптома                  | Ангина пекторис                                                                                          | Срчани удар |
| -------------------------------------------------------- | --- | --- |
| Почетак и трајање бола                                   | Бол у грудима обично се дешава без напора или при напору и траје око 10 минута, али не дуже од 30 минута | Бол у грудима обично се дешава нагло и траје најмање 30 минута, а може потрајати и до 1-2 сата или чак неколико дана. |
| Карактеристике бола (према опису болесника)              | - Благ до умерен, - Стезање, - Тежак притисак, - Дубоки бол, - Напетост у грудима.                       | - Јак и тежак притисак, - Гњечење, - Гушење, - Стезање, - Дубоки бол и печење.                                        |
| Остале тегобе које прате бол                             | - Нестанак даха, - Знојење, - Мучнина, - Тескоба.                                                        | - Недостатак ваздуха, - Обилно знојење, - Мучнину, - слабост и замор, - Вртоглавицу, - Велику узнемиреност.           |

Ангинозни бол као претходник срчаном удару
Преинфарктна ангина пекторис или ангинозни бол као претходник срчаном удару јавља се у следећим ситуацијама:
- изненадни напад ангине пекторис;
- убрзан развој бола, већа учесталост и пораста интензитета тегоба и дужине њиховог трајање;
- изражене промена са типичном локализацијом или зрачењем бола за срчани удар;
- бол је удружене са муком или повраћањем
- стални или поновљени ангинозни декубитус;
- потпуна рефрактерност на глицерил тринитрат.

Преинфарктна ангина пекторис се терапијски третира као да болесник болују од срчаног удара. Ако се ангина пекторис поново јавља, после дужег временског периода без симптома, може се али и не мора третирати као срчани удар.
Атеросклероза коронарних артерија
Атеросклероза је болест великих и средњих мишићних артерија. Карактерише се дисфункцијом ендотела срчаног крвног суда, васкулитисом, и накупљањем масти, холестерола, калцијума и ћелијских елемената у зиду крвног суда. Овај процес за последицу има формирање плака, васкуларно ремоделовање, акутну и хроничну опструкцију лумена крвног суда, поремећен проток крви и смањено снабдевање срчаног мишића кисеоником, што се манифестује ангинозним тегобама.

#### Срчани неисхемични бол
Перикардитис
Запаљење срчане марамице може бити праћено симптомима ангинозног бола сличног оном код плеуритису или упали плућа. Бол код перикардитиса изазван је иритацијом или запаљењем срчане марамице и изливом у перикардну шупљину, који врши притисак на срчани мишић и растеже перикардну кесу.
Миокардитис
Изоловане аномалије коронарних артерија
Аномалије коронарних артерија су конгенитално изазвани поремећаји који погађају излазишта коронарних артерија, њихову анатомију и хистолошку структуру. Преваленција у општој популацији им је око 0,5 — 2%. Најчешће међу њима су аномалије излазишта и смера артерије. Већина пацијената су асимптоматски, тако да највећи део живота, проводе без првог симптома, чија нагла појава може бити и изненадна срчана смрт.
Кардиомиопатије

### Несрчани бол у грудима
Анксиозни поремећаји и панични поремећај
Анксиозност и напади панике често могу изазивати бол у грудима, који траје од неколико минута, до неколико дана. Бол може бити оштар и јак у виду убода стреле или ножа на врху срца или преко прекордијума. Такође, често је праћен кратким дахом, или дубоким удисајима. Бол може бити погоршан емоционалним узбуђењем и обично није повезан са физичком активношћу. Не пролази после узимања нитроглицерина. Пацијенти због убрзаног и површног дисања (хипервентилација), јако често имају благу вртоглавицу, трњење и пецкање у уснама и прстима и честе жалбе на сталну исцрпљеност. Како често напад панике не може одмах бити потврђен од стране лекара, пацијент мора обавезно да прође кроз уобичајене тестове како би се искључила ангина изазвана артеријском болести срца или другим болестима.
Поремећаји моталитета једњака (гастроезофагеални рефлукс)
Једњак је мишићна цев обложена слузокожом која повезује усну дупљу и желудац. Рефлукс или регургитација-враћање хране и киселог садржаја желуца у једњак може изазвати горушицу и бол у грудима сличан ангинозном.
Спазам (грч) једњака
Када настане спазам мишића једњака може доћи до појаве бола у грудима, који је веома сличан ангинозном или срчаном удару. Узрок грча мишића једњака је непознат. Бол изазван спазмом једњака може престати после узимања нитроглицерина, као и ангинозни.
Хијатус хернија (хијатална хернија)
Бол код хијатус херније се јавља у доњим деловима грудног коша или горњим деловима абдомена и то најчешће после уноса обилног оброка хране у лежећем положају или после савијања. Бол се смирује благом дијетом, антацидима, полуфовлеровим положајем и кретањем.
Запаљење плућа и плеуритис
Упала плућа (бактеријска или вирусна) као и плеуритис могу бити праћени болом у грудима али и високом температуром. Бол код бактеријске пнеумоније изазван је иритацијом или запаљењем плућне марамице и њеним растезањем појавом излива у њеној шупљини.
Тровање кокаином
При дуготрајној и прекомерној употреби, кокаин доводи до тровања. Знаци тровања кокаином на срцу могу бити праћени, убрзаним радом срчаног мишића (тахикардијом) и другим срчаним аритмијама које прати и значајан раст крвног притиска. Ови поремећаји могу довести и до појаве болова сличних ангинеозним, и могу се у терминалној фази тровања завршити смртним исходом, уколико корисник кокаина има срчане проблеме и друге кардиоваскуларне болести.
Емболија плућа
Пептички улкус (чир)
Често се помишља и на пептичне улкусе, али се неки болесници ослобађају ангинозних тешкоћа повраћањем. У овом поремећају симптоми су повезани са узимањем хране, али не и са замарањем. Радиографије и скопије су од изузетног значаја за постављање дијагнозе. Бол попушта након одговарајуће дијете и терапије антиулкусним лековима.
Синдром предњег зида грудног коша
Овај синдром се карактерише јасно ограниченим болом у међуребарној мускулатури и изазван је притиском који се репродукује болом у грудима. Ишчашење или инфламација хондрокосталних припоја, који су топли, натечени и црвени (тзв. Титцеов синдром) дају болове дифузног карактера у грудном кошу који су такође изазвани локалним притиском. Дијагнозу може отежати међуребарни неуритис (херпес зостер, шећерна болест итд).
Панкреатитис
Акутна дисекција аорте
Поремећај аорте који се карактерише уздужним цепањем њеног зида, при чему крв улази у пукотину и тако настаје други, лажни лумен аорте. Најчешће настаје код анеуризме аорте и карактерише се појавом симптома у виду јаких, оштрих болова (који се шетају), шока и губитка свести због искрварења.
Компресија нерва
Бол сличан ангинозном може бити и последица компресије (притиска) на нервне коренове кичмене мождине, на местима где они излазе из кичменог канала. Поред бола компресију нерва карактеришу и симптоми слабости мишића и утрнулост у пределу подлактице и грудима. Вратно или грудно обољење кичмене мождине (дегенеративно обољење диска, одређена урођене аномалије кичме, артритис међупршљенских зглобова), захватају дорзалне путеве и изазивају оштар и јак бол сличан ангини по локализацији и ширењу, али је он условљен посебним покретима врата или кичме при лежању, напрезању или вожњи. Бол због обољења цервикалноторакалног међупршљенског диска захвата чешће спољну страну дорзалног дела руке, палца и средњег прста, понекад и до малог прста.
Камен у жучним путевима
Присуство камења може ометати рад жучне кесе или жучних путева и изазвати оштар бол у горњем делу стомака, леђима и грудима. Бол може бити сличан оном код ангине пекторис и инфаркта.
Херпес зостер
Херпес зостер је инфективна вирусна болест која ако нападне међуребарне живце може бити праћена јаким болом у пределу грудног коша, који трају неколико дана пре него што се појави типична оспа.

## Терапија
Лечење и превенција ангине пекторис као и код осталих облика коронарне болести срца заснива се на следећим принципима:

### Лечење манифестних клиничких симптома и спречавање рецидива
Поред иницијалне терапије (купирање акутних напада бола) лечење мора да укључи и санацију или смањење утицаја основних болести који изазивају настанак овог обољења, и зато се спроводи у два правца; као иницијални медицински третман, спречавање манифестних клиничких симптома и спречавање ангинозних напада.

#### Иницијални медицински третман
Иницијални медицински третман има за циљ ублажавање ангинозног напада и купирање бола и треба да укључи; елиминацију провоцирајућег фактора и медикаментозно лечење.
1. Елиминација провоцирајућег фактора
Зауставити ходање, престанак са физичким или психичким напрезањима, а код ноћних напада седање у кревету или устајање, најзначајнији су провоцирајући фактори које треба елиминисати.
Некада добро делују и топле купке или топли облози подлактица, и ако је то могуће треба их одмах применити (по препоруци др Фридберга)
2. Медикаментозно лечење
Основни циљеви медикаментозног лечења су отклањање или смањење ангинозних симптома и побољшање прогнозе. Како исхемија у срчаном мишићу настаје услед несклада у његовом снабдевању кисеоником и његовим потребама, које су дефинисане тзв. „дуплим производом“ (срчана фреквенца х систолни крвни притисак), сви антиангинозни лекови који се користе у лечењу напада ангине пекторис усмерени су на смањење потрошње кисеоника од стране срчаног мишића (смањењем срчане фреквенце и/или крвног притиска).
У групу медикамената за лечење ангине пекторис спадају; бета блокатори, недихидропиридински калцијумски антагонисти, сви вазодилататори антихипертензиви).
Код лечења вазоспастичне ангине (Принзметал) битни су и вазодилататори (дуго и краткоделујући нитрати и калцијумске антагонисти).
Медикаментозно лечење треба започети подјезичном, пероралнуом или интравенском терапијом. На пример; нитроглицерола подјезично 0,3-0,6 mg или нифедипина 10 mg подјезично или 10–15 mg изособрид динитрата подјезично .
Стандардни терапија, може да укључујучи и примену антиагрегационих/антитромботичких лекова, статина, и бета-блокатора (нпр. атенолол или метопролол. Када се постави дијагноза коронарног артеријског вазоспазма, могу се применити блокатори калцијумских канала и дуготрајна терапија нитратима нпр. изособрид динитрат или мононитратом (као дугорочна профилакса).

#### Лечење манифестних симптома и спречавање ангинозних напада
Како сваки исхемијски напад оштећује срчани мишић и представља потенцијалну опасност од коронарне фибрилације са смртним исходом, лечење мора да обухвати и купирање манифестних клиничких симптома и спречавање ангинозних напада.
| „ | На прогресију коронарне атеросклерозе, која је у ствари процес атеротромбозе, а самим тим и на симптоме, а што је још важније, на прогнозу есенцијално делују следеће групе лекова: статини, антиагрегациони лекови (превасходно аспирин), аце-инхибитори и бета блокатори. | ” |

### Инвазивна и кардиохируршка терапија
Реваскуларизација (стентовање) коронарних артерија и друге инвазивне методе лечења у ових болесника, углавном се примењују код тежих облика ангинозних болова са честим рецидивима који се не могу лечити конзервативним начином.
Реваскуларизација срчаног мишића има за циљ да болесника ослободи од ангинозних тегоба, скрати његов боравак у болници и побољша прогнозу. Постављање индикација и одређивање оптималног времена за реваскуларизацију, као и избор адекватног приступа, који може бити перкутана коронарна интервенција (ПЦИ) или уградња коронарног артеријског бајпас графта (CABG), што зависи од бројних фактора; тренутног болесниковог стања, фактора ризика, коморбидитете, и екстензивности болести и значајности лезија откривених на коронарној ангиографији.

## Превенција

### Опште превентивне мере
Имају за циљ заштиту болесника од даљег погоршања болести и заустављање појаве (или учесталости) нових напада болова уз истовремено успоравање развоја коронарног процеса. У ову групу мера првенствено спада престанак пушења и избегавање боравка у простору загађеном дуванским димом и другим штетним испарењима, физичка активност итд.
Европско удружење кардиолога је као свој циљ зацртало да ниједно новорођено дете у трећем миленијуму не умре и не оболи од кардиоваскуларних болести, пре своје 65 године живота и као примарну превенцију препоручило је „шифру“ која упућује на здрав начин живота и контролу фактора ризика, која гласи:
{\displaystyle 0+3+5+140+5+3+0}
- {\displaystyle 0} — без пушења (ни активног ни пасивног),
- {\displaystyle 3} — најмање 3 km шетње дневно,
- {\displaystyle 5} — препоручљиво је конзумирати 5 оброка дневно са воћем и поврћем (минимум 400-600 g),
- {\displaystyle 140} — систолни крвни притисак мањи од 140 mmHg,*
- {\displaystyle 5} — укупни холестерол мањи од 5 mmol/l,
- {\displaystyle 3} — ЛДЛ холестерол мањи од 3 mmol/l,
- {\displaystyle 0} — без гојазности и шећерне болести.

### Опште хигијенско-дијететске мере
Дијетална исхрана је један од најважнијих превентивних фактора. Под утицајем строге дијете еволуција болести је спорија, а компликације су значајно ређе. Један од главних позитивних утицаја дијете је смањење хиперкоагулабилности крви, као главног узрока артеријске болести срца.
Редовна физичка активност
Ментална хигијена
Престанак пушења
Спречавање наглог оптерећења коронарног крвотока
Познато је да свађе, тежи психички стресови (нпр код смртних случајева, рата итд) могу изазвати тешке коронарне кризе, па чак и наглу смрт. Зато, такве ситуације треба максимално избегавати, као и нагла физичка оптерећења (трчање или журбу за аутобусом или возом уз ношење терета), излагање наглим променама температуре (као нпр хладан туш или скакање у хладну воду базена или мора итд). Нагло оптерећење коронарног система, не само да може да изазове ангинозни бол, већ и пароксизмалну тахикардију, па их зато треба превентивно спречити.

## Прогноза
Са дужином трајања ангине пекторис ток и тегобе се продужавају различитом учесталошћу, и интензитетом напада и наглашеним, повремено комплетним ремисијама и епизодама срчаног удара, или се могу завршити изненадном смрћу.
Просечна, дужина преживљавање након првог напада ангине пекторис износи 8 до 10 година. Смртност настаје у око 5-8% болесника, и ван учесталости која се очекује на основу старости и пола болесника.
Дужину живота код болесника са манифестном ангином пекторис скраћује и шећерна болест, повишен крвни притисак, кардиомегалија, конгестивна инсуфицијенција, срчаног удара, аритмија срца изазване поремећајем у спроводном систему срца итд.
Прогноза ангине пекторис је значајно лошија код болесника који су доживели прве ангинозне нападе пре 40 године живота, као и код оних из чије се породичне анамнезе дознаје за рану срчану смрт неког од ближих рођака. Инсуфицијенција срца прогностички такође спада у један од могућих узрока превремене смрти у ангини пекторис.
Од укупног броја болесника са ангином пекторис 50% умире изненада, а око 33% после срчаног удара.